# Cassie Kozyrkov
Cassie Kozyrkov est une data scientist et statisticienne sud-africaine. Elle a fondé le domaine de l'intelligence décisionnelle (en) chez Google, où elle occupe le poste de responsable de la décision scientifique,.

## Enfance et éducation
Kozyrkov est née à Saint-Pétersbourg, en Russie, et a grandi à Port Elizabeth, en Afrique du Sud. Jeune, elle s'intéresse aux données à l'occasion de la découverte d'une feuille de calcul, ainsi qu'à la relation entre l'information et la prise de décision. Elle a commencé ses études d'économie et de statistiques mathématiques à l'université Nelson-Mandela à l'âge de quinze ans et a été transférée à l'université de Chicago pour terminer son diplôme de premier cycle. Après l'obtention de son diplôme, Kozyrkov a travaillé comme chef de projet et chercheuse au Centre de neurosciences cognitives et sociales de l'université de Chicago, puis s'est inscrite à des études supérieures à l'université Duke en psychologie et en neurosciences cognitives avec un accent sur la neuroéconomie . Ses recherches portent sur le traitement neuronal des préférences de valeur et économiques. Après avoir terminé ses études supérieures en sciences de la décision, Kozyrkov a étudié la science des données, mais a été recrutée par Google avant d'obtenir son doctorat en statistiques mathématiques.

## Carrière

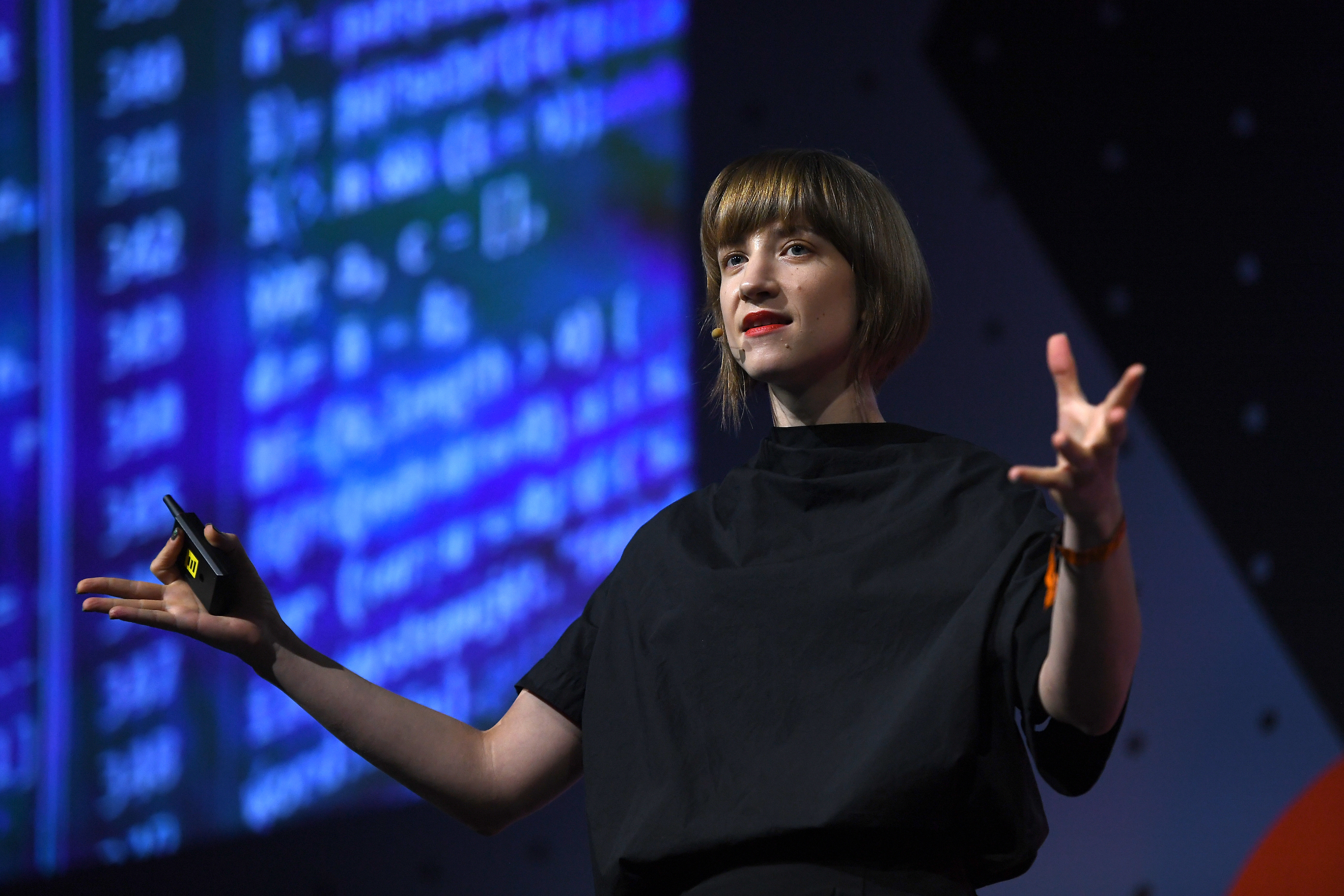
Cassie Kozyrkov lors de la deuxième journée du Web Summit 2018

Kozyrkov a rejoint Google en tant que statisticienne dans la division Research and Machine Intelligence en 2014. Elle a d'abord travaillé pour Google à Mountain View, avant de déménager à New York quelques mois plus tard. Après deux ans, elle a été promue Chief Data Scientist au Bureau du CTO de Google en 2016 et Chief Decision Scientist en 2017. Son domaine d'intérêt chez Google est l'IA appliquée et l'architecture des processus de science des données.

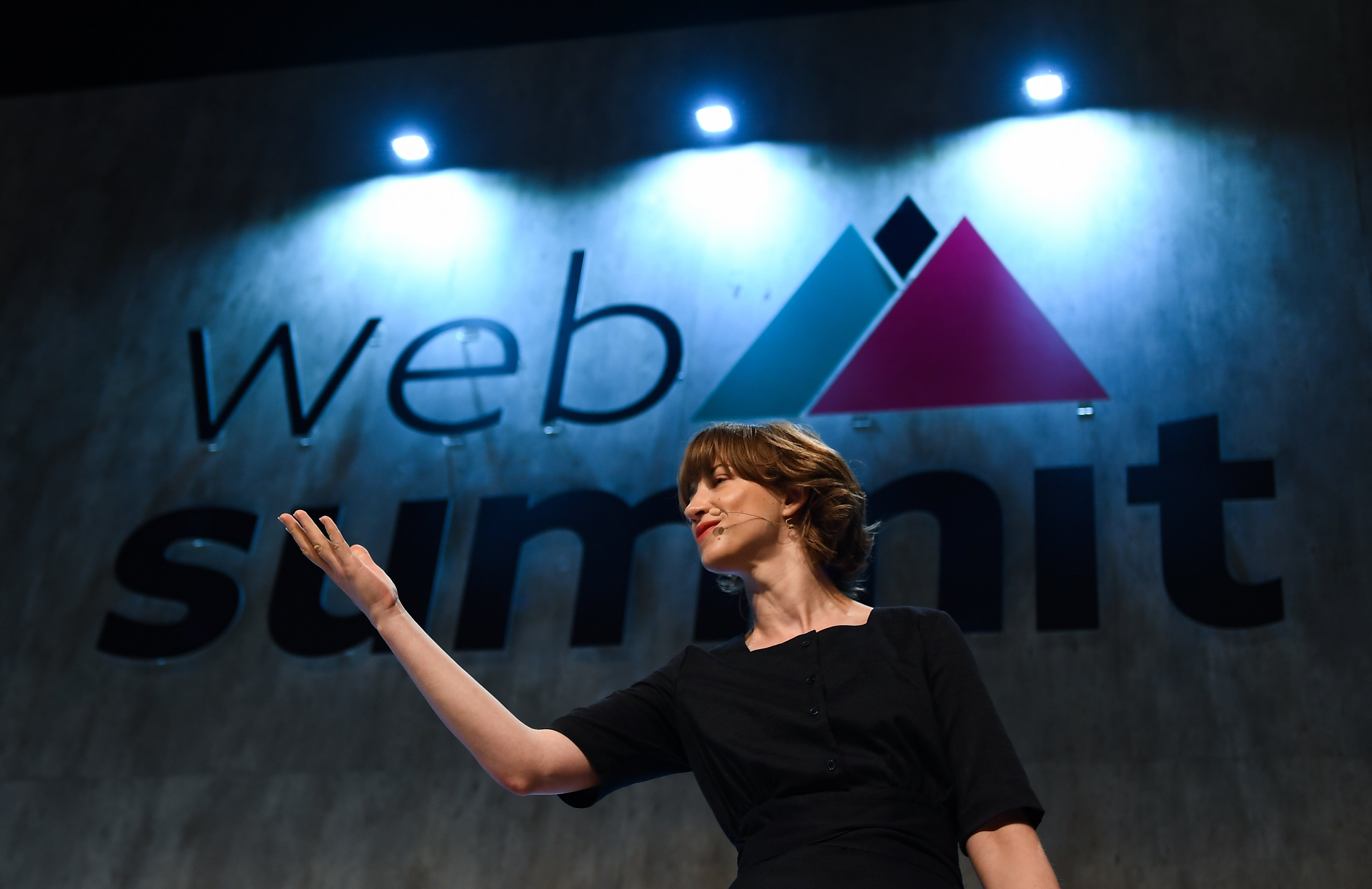
Cassie Kozyrkov lors de la journée d'ouverture du Web Summit 2019

Kozyrkov est également une évangéliste technologique et a été qualifiée de leader d'opinion en science des données. Elle a été conférencière d'honneur lors de grandes conférences, dont le Web Summit, le plus grand événement technologique au monde,. Elle publie des articles sur la science des données sur son propre blog  et ses écrits ont également été présentés dans Harvard Business Review, et Forbes. Elle a été sélectionnée par LinkedIn comme la meilleure voix en matière de science et d'analyse des données pour 2019 et est apparue sur la couverture du numéro de science des données de Forbes AI.